# Circondario di Nuova Ulma
Il circondario di Nuova Ulma è uno dei circondari dello stato tedesco della Baviera.
Fa parte del distretto governativo della Svevia.

## Città e comuni
(Abitanti il 31 dicembre 2023)
| Comuni del circondario | Città 1. Illertissen (18 578) 2. Nuova Ulma, (Neu-Ulm) (61 780) 3. Senden (23 143) 4. Vöhringen (14 134) 5. Weißenhorn (14 088) | Comuni 1. Altenstadt (5 354) 2. Bellenberg (4 645) 3. Buch (4 292) 4. Elchingen (9 893) 5. Holzheim (1 993) 6. Kellmünz an der Iller (1 524) 7. Nersingen (9 839) 8. Oberroth (1 013) 9. Osterberg (930) 10. Pfaffenhofen an der Roth (7 412) 11. Roggenburg (2 863) 12. Unterroth (1 119) |